# Cäcilienstraße 60 (Heilbronn)

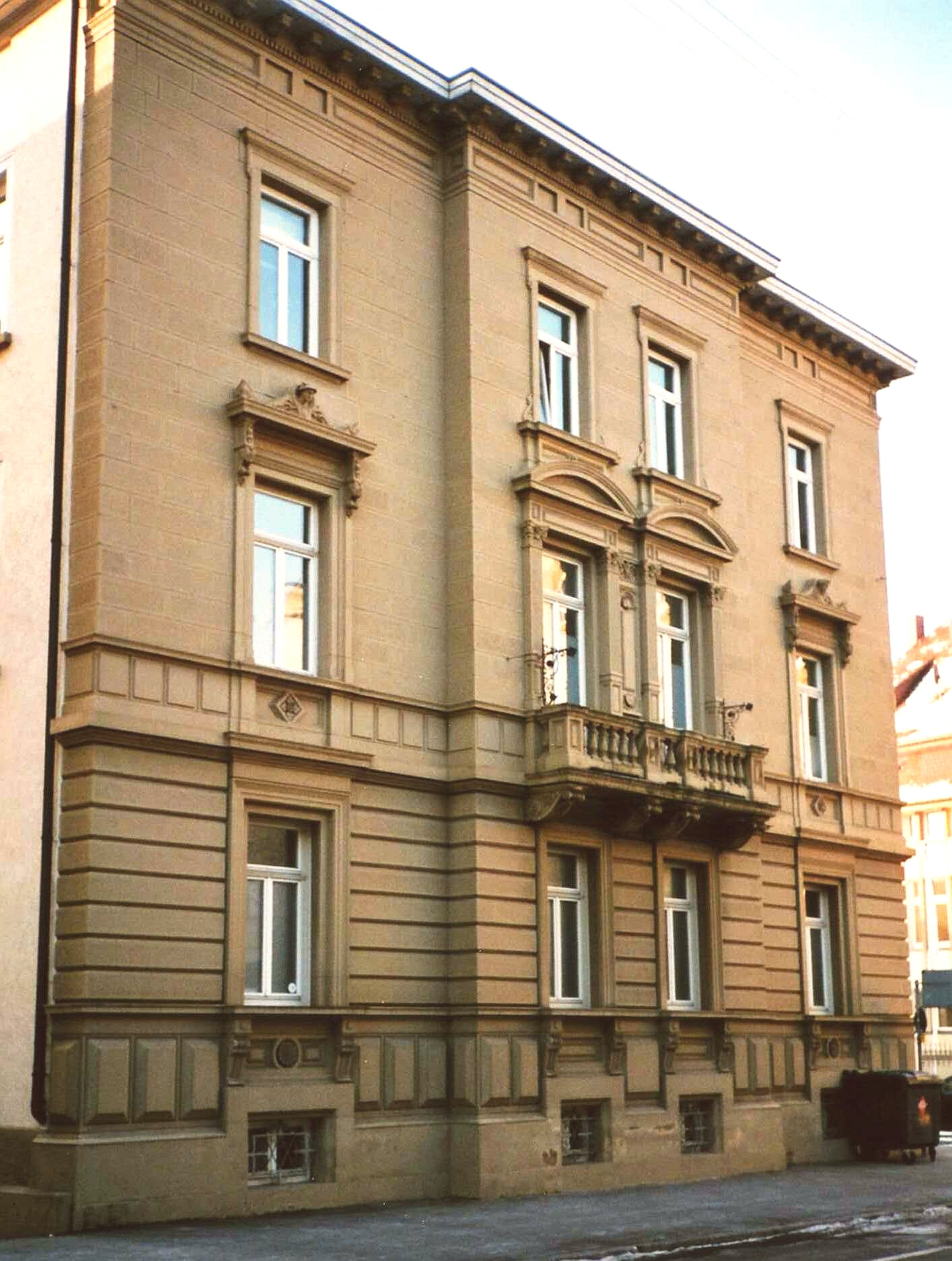
Das Wohnhaus Cäcilienstraße 60

Das  Haus Cäcilienstraße 60 ist ein historisches Gebäude in Heilbronn, das als Kulturdenkmal unter Denkmalschutz steht.

## Lage
Die im Jahre 1809 mit dem Abbruch der Stadtbefestigung angelegte Cäcilienstraße befindet sich im Süden der Innenstadt zu Heilbronn auf der historischen Landstraße von Heilbronn nach Stuttgart Gartenland, verläuft von Ost nach West und quert dabei die Wilhelmstraße.
Das Wohnhaus liegt an der Südseite der Cäcilienstraße zwischen der Querung der Urbanstraße und der Querung der Wilhelmstraße, wo laut Denkmaltopographie „insbesondere die […] Werksteinbauten des Werksteinmeisters Christian Zillhardt das Straßenbild prägen“. Das Haus Cäcilienstraße 60 gehört neben dem Doppelhaus Cäcilienstraße 62 und 64 zu einem der beiden das Straßenbild prägenden Gebäude.

## Geschichte
Das Gebäude wurde im Jahre 1870 nach Plänen des Werkmeisters Christian Zillhardt errichtet und als Mehrfamilienhaus genutzt. Ebenso nach Plänen von Christian Zillhardt wurde die Villa Faißt (1873), das Haus in der Bahnhofstraße 27 (1874) und das in der Cäcilienstraße 62 und 64 (1875) errichtet.
1950 war das Haus im Besitz des Stuttgarters Emil Rothmann und wurde von der Kriminalpolizei, dem Amt für öffentliche Ordnung, dem Amt für Statistik, der Versicherungsbehörde und weiteren städtischen Einrichtungen genutzt. 1961 waren die städtischen Ämter ausgezogen und nur noch die Kriminalpolizei im Gebäude verblieben.

## Beschreibung
Das Gebäude ist ein Putzbau mit „anspruchsvoller“ Gestaltung der Werksteinfassade im Stil der Neorenaissance mit „symmetrischer horizontalbetonter Gliederung“. Besonders erwähnt werden die horizontalen Achsen, also die Beletage und das Traufgesims, die laut Denkmaltopographie besonders betont werden.

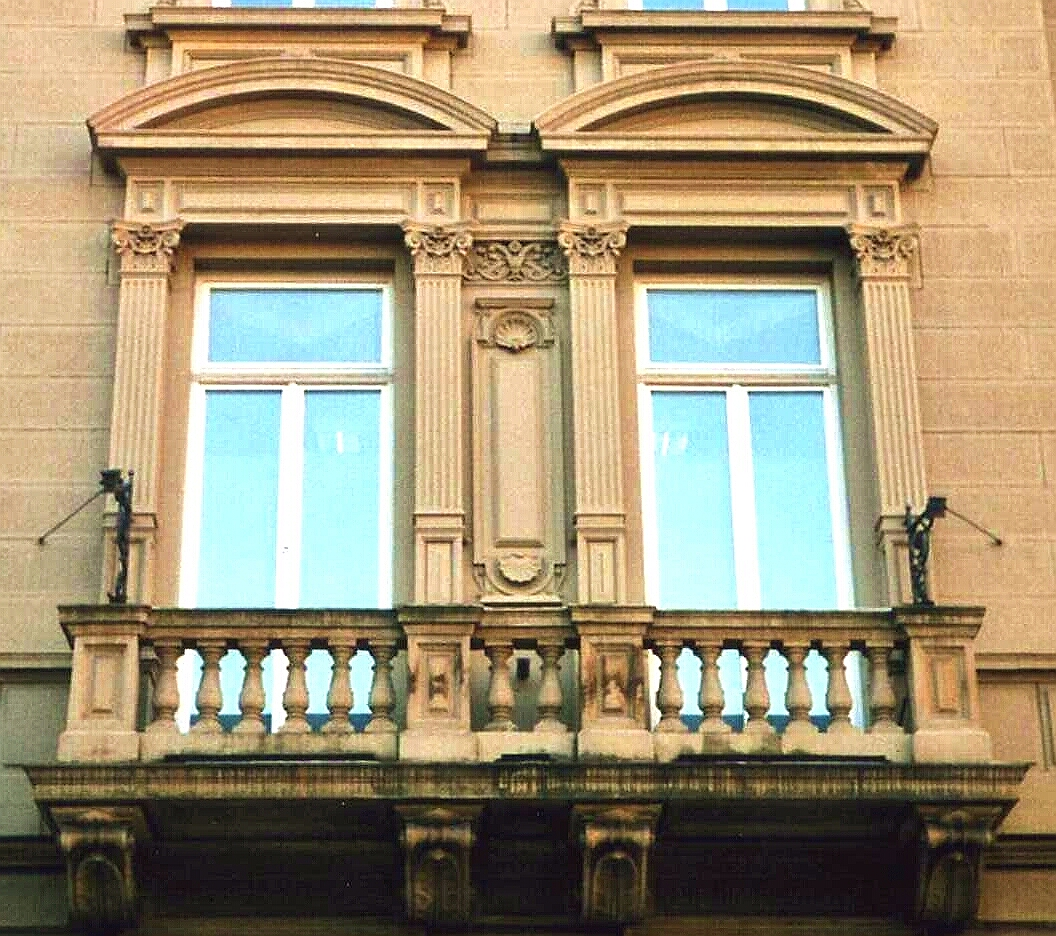
Beletage mit „balustergerahmten Balkon auf dekorativen Konsolen und aufwändiger Fensterrahmung“
Eine „betont“ und „bewusst hervorgehobene“ horizontale Achse ist laut Denkmaltopographie die Beletage im ersten Obergeschoss mit „balustergerahmten Balkon auf dekorativen Konsolen und aufwändigere Fensterrahmung“:
So befindet sich im ersten Obergeschoss ein Balkon mit Balustern, der auf Konsolen mit Ornamenten ruht. Die Fenster zum Balkon zeigen als „aufwändigere Fensterrahmung“ zwei Pilaster, die auf beiden Seiten der Fenster angebracht worden sind. Als oberen Abschluss weisen die Fenster eine Fensterverdachung auf, die mit einem Segmentbogen übergiebelt worden ist.
Beletage mit Kopf des Merkur und Frauenkopf
Die anderen Fenster des ersten Obergeschosses zeigen als „aufwändigere Fensterrahmung“ ein schlichtes Gesims als Fensterverdachung, wo als Figurenschmuck der Kopf des Merkur und ein Frauenkopf angebracht worden ist.

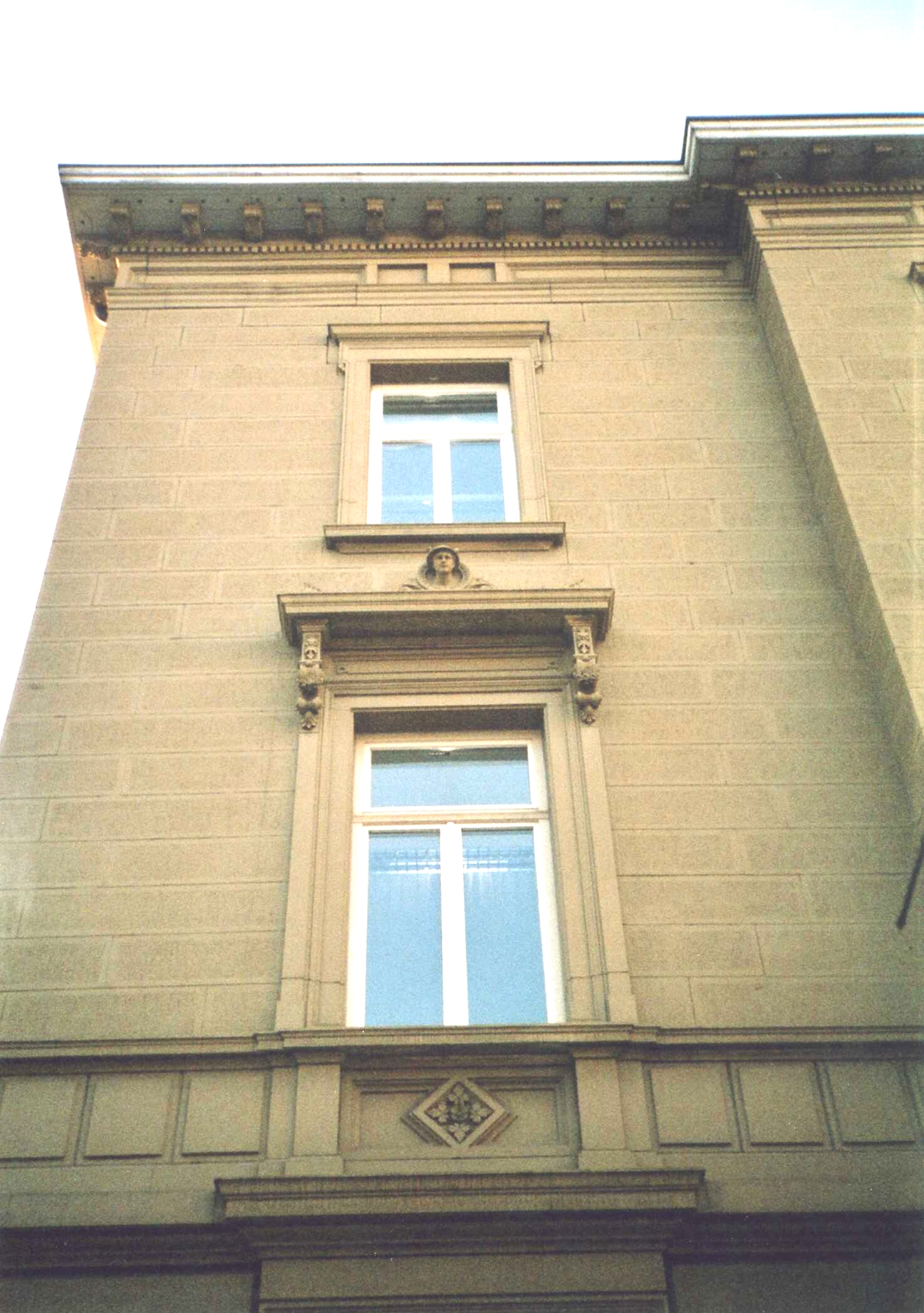
Kopf des Merkur über Fensterverdachung
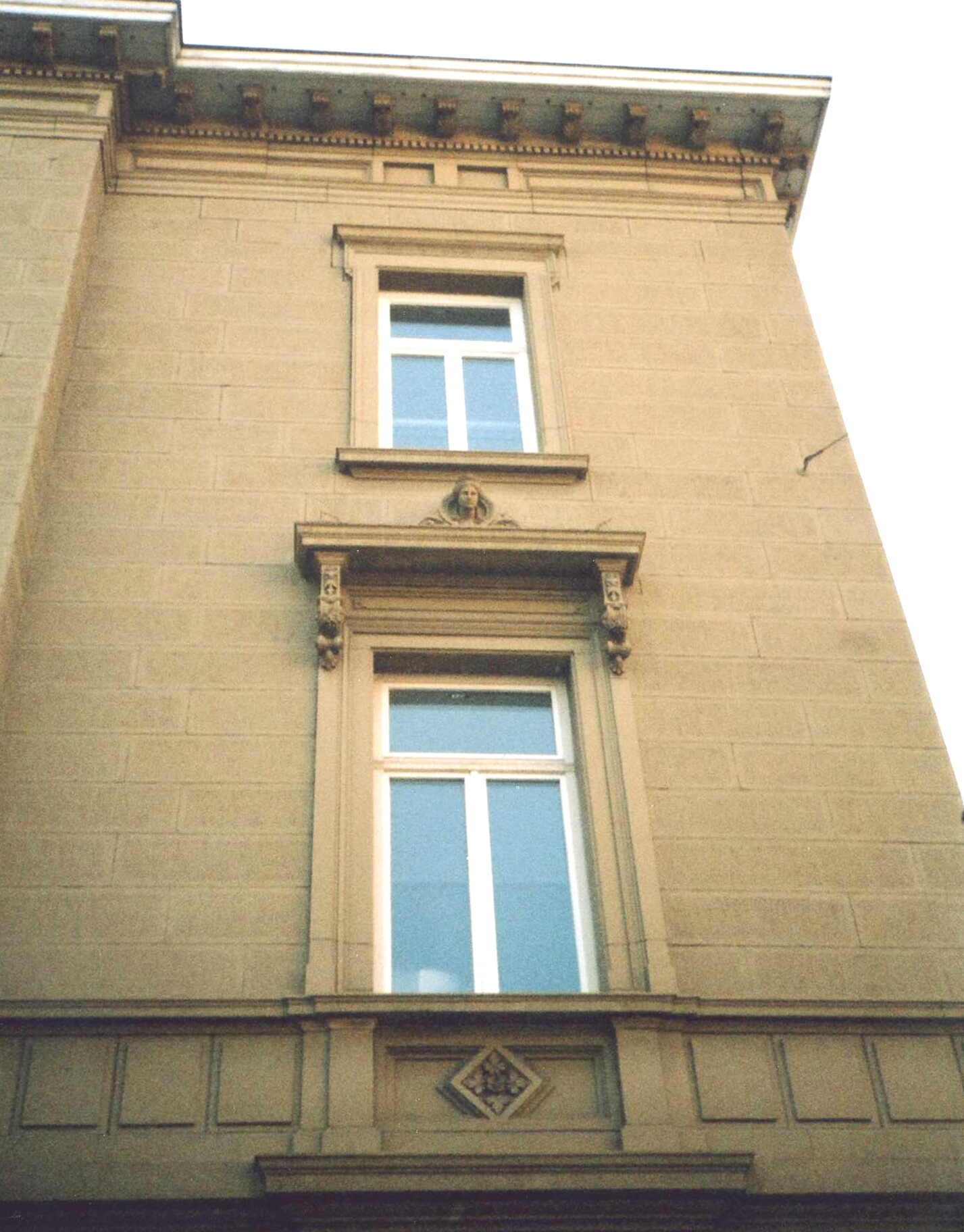
Kopf einer Frau über der Fensterverdachung

„Kräftiges Traufgesims auf Konsolen über gefeldertem Fries“.
Eine weitere „betont“ und „bewusst hervorgehobene“ horizontale Achse ist laut Denkmaltopographie das „kräftige Traufgesims“. Das Traufgesims bzw. Dachgesims ruht auf Konsolen über einem gefelderten Fries.

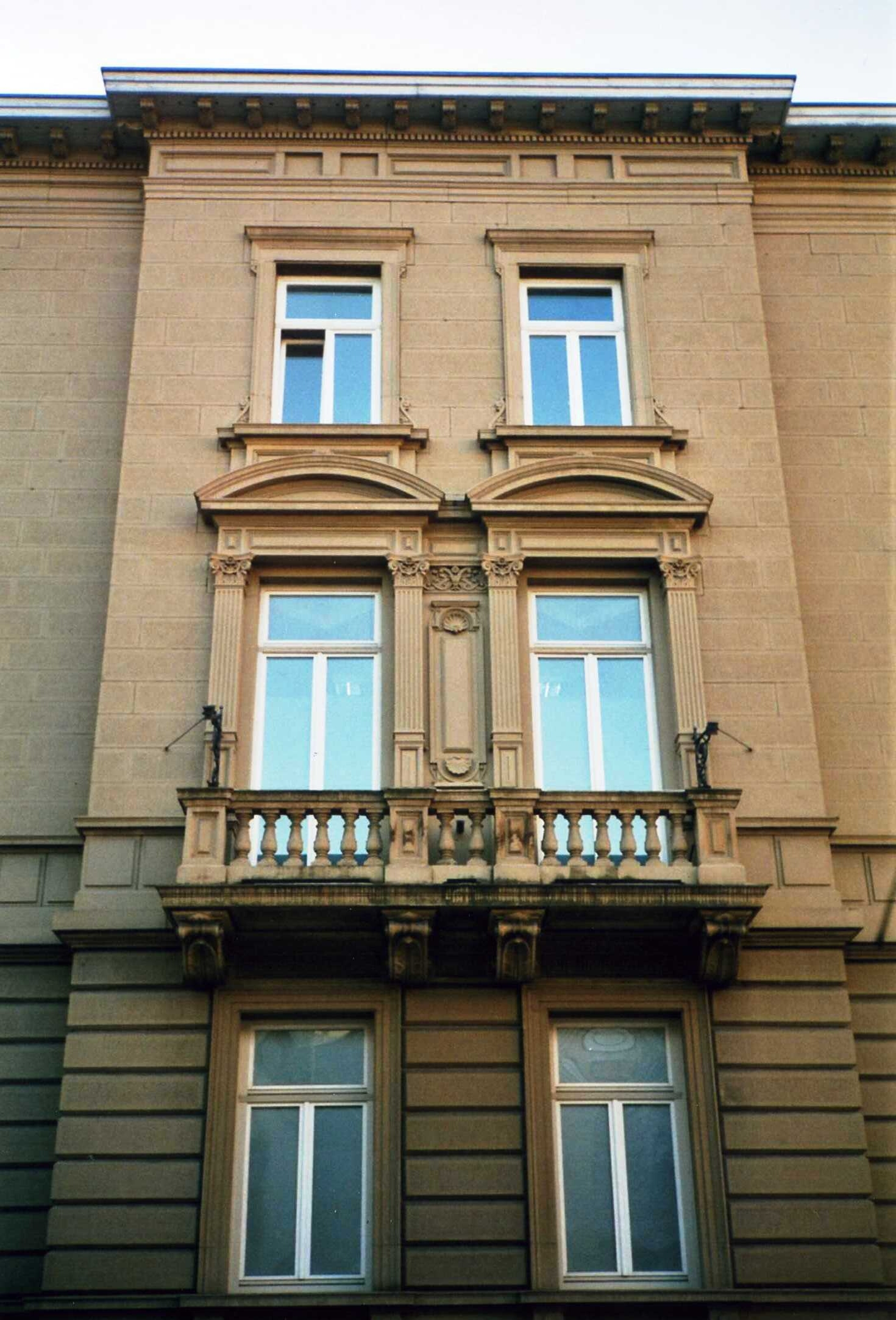
Das Haus zeigt als oberen Abschluss ein „kräftiges Traufgesims“ auf Konsolen über einem gefelderten Fries

## Kunstgeschichtliche Bedeutung
Das im Jahre 1870 durch den Werkmeister Christian Zillhardt erbaute Wohnhaus steht als Beispiel für ein Gebäude mit „anspruchsvoller“ Gestaltung der Fassade, wobei laut Denkmaltopographie die horizontalen Achsen „betont“ und „bewusst hervorgehoben“ sind. Das Gebäude zählt zu den wenig erhaltenen Zeugnissen der Baukunst im Stil der historistischen Neorenaissance und wurde deswegen unter Denkmalschutz gestellt.